# Marshallomyia natalensis
Marshallomyia natalensis là một loài ruồi trong họ Tachinidae.